# Gyeltshen
Gyeltshen (auch: Gyaltshen, Gyaltsen; tib.: rgyal mtshan; THDL: Gyeltsen, Transkription der VRCh: Gyaincain; Siegesbanner) ist ein häufig verwendeter Bestandteil tibetischer Namen.

## Bekannte Namensträger
- Chencho Gyeltshen (* 1996), bhutanischer Fußballspieler
- Dawa Gyeltshen (* 1986), bhutanischer Fußballspieler
- Dölpopa Sherab Gyeltshen (1292–1361), Lama des tibetischen Buddhismus und Philosoph
- Dragpa Gyeltshen (Sakyapa) (1147–1216), 5. Sakya Thridzin
- Dragpa Gyeltshen (Übersetzer) (Sanskrit Kīrtidhvaja; um 1285–nach 1378)
- Dragpa Gyeltshen (Abt) (1293–1360), Abt des Klosters Densa Thil
- Dragpa Gyeltshen (Phagmodrupa) (1374–1432?)
- Dragpa Gyeltshen (Zimkhang Gongma) (1619–1656), 4. Vertreter der Zimkhang-Gongma-Inkarnationslinie des Klosters Drepung
- Jampel Namdröl Chökyi Gyeltshen (1932–2012), 9. Jebtsundamba Khutukhtu
- Kinga Gyeltshen (* 1992), bhutanischer Fußballspieler
- Lobsang Chökyi Gyeltshen (1570–1662), tibetischer Buddhist, Penchen Lama
- Lobsang Tenpe Gyeltshen (1635–1723), 1. Khalkha Jetsün Dampa, siehe Dsanabadsar
- Lobsang Tenpe Gyeltshen (6. Jebtsundamba Khutukhtu) (1843–1849), religiöser Führer des mongolischen Buddhismus, 6. Jebtsundamba Khutukhtu
- Ngawang Lobsang Tenpe Gyeltshen (Lamo Rinpoche) (1660–1728), Geistlicher der Gelug-Schule
- Ngawang Lobsang Tenpe Gyeltshen (Changlung Pandita) (1770–1845), Geistlicher der Gelug-Schule
- Ngawang Lobsang Tenpe Gyeltshen (Tshemönling Hutuktu) (1864–1919 oder 1920), Geistlicher der Gelug-Schule und Regent Tibets
- Nyammed Sherab Gyeltshen (1356–1415), Lama der Bön-Religion und Gründer des Klosters Menri
- Penchen Chökyi Gyeltshen (1938–1989), 10. Penchen Lama
- Rinchen Gyeltshen (Kaiserlicher Lehrer, 1238) (1238–1279), 2. Kaiserlicher Lehrer der Yuan-Dynastie (Mongolen)
- Rinchen Gyeltshen (Kaiserlicher Lehrer, 1257) (1257–1305), 6. Kaiserlicher Lehrer der Yuan-Dynastie (Mongolen)
- Sakya Pandita Künga Gyeltshen (1182–1251), 6. Sakya Thridzin
- Se Chilbupa Chökyi Gyeltshen (1121–1189), tibetischer Geistlicher
- Shalu Lochen Legpa Gyeltshen (1375–1450), 4. Ganden Thripa
- Sharchen Yeshe Gyeltshen († 1406), Geistlicher der Sakya-Schule
- Situ Chökyi Gyeltshen (1377–1448), 1. Tai Situpa
- Tashi Gyeltshen (* 1972), bhutanischer Filmemacher und Journalist
- Thrinle Lhündrub Chökyi Gyeltshen (1938–1989), tibetischer Buddhist, Penchen Lama
- Tshewang Gyeltshen, bhutanischer Fußballspieler
- Yeshey Gyeltshen (* 1983), bhutanischer Fußballspieler
- Yongdzin Pandita Yeshe Gyeltshen (1713–1793), Geistlicher aus der Gelug-Schule
- Gyeltshen Norbu (* 1990), der von der chinesischen Regierung anerkannte 11. Penchen Lama